# 陳鍾信
陳鍾信（？—？），清朝政治人物、進士出身。
光緒十五年，登進士，同年五月，改翰林院庶吉士。光緒十六年四月，散館，著以部属用。后擔任通政使司參議、光祿寺少卿。
辛亥年(1911年)十一月乙丑，命前署湖北提法使施紀雲、前光祿寺少卿陳鍾信 四川團練。